# 大久保忠明 (旗本)
大久保忠明（おおくぼ ただあきら）は、大久保玄蕃知行所の4代目領主、上級旗本。通称は玄蕃。宝永3年（1706年）に家督を継ぎ6700石を知行した。将軍家へ刀などを献上した。身内の罪により一時召し預けられた。享保13年（1728年）に亡くなる。享年56。

## 生涯
- 天和3年（1683年）
  - 11月27日 11歳で5代将軍・徳川綱吉に御目見する
- 宝永3年（1706年）
  - 12月23日 家督を継ぐ
- 宝永4年（1707年）
  - 2月10日 将軍家に貢物をする
- 享保元年（1716年）
  - 1月20日 身内の甚三郎某罪により召し預けられる
- 享保5年（1720年）
  - 8月7日 これを許される
- 享保13年（1728年）
  - 3月30日 亡くなる。享年56

上記の年表は『新訂 寛政重修諸家譜 第十一』（1965年）を参照に作成した。

## 将軍家への貢物
旗本は希望のポストに就くために様々な努力をするが、忠明も宝永4年（1707年）2月10日、将軍家に下記の貢物を送っている。
- 徳川綱吉へ　左重安の短刀（父の遺物）
- 徳川家宣へ　備前兼光の短刀
- 綱吉室鷹司氏へ　伏見宮貞清親王筆の詞花集
- 家宣室近衛氏へ　飛鳥井雅永筆の伊勢物語
- 綱吉妾小谷氏へ　水無瀬兼成筆の朗詠集

## 知行所の出来事
享保5年（1720年）、国役普請が制度化されたのを受け、大井川、天竜川、富士川、安倍川の普請のため知行地より国役金を集めた。
駿河国益津群の坂本村の林叟院から大久保玄蕃使用人に宛てた享保7年（1722年）の上納届が残っている。